# Курдский институт Парижа
Ку́рдский институ́т Пари́жа (курд. Enstîtuya Kurdî ya Parîsê, фр. Institut kurde de Paris) — организация, специализирующаяся на языке, культуре и истории курдов. Это один из главных академических центров курдского языка в Европе.

## История
Основан в феврале 1983 года.
Институт возглавляют Кендал Незан в качестве президента и Аббас Вали и Фуад Хусейн в качестве двух вице-президентов.

## Деятельность
Его основные публикации включают лингвистический журнал под названием «Kurmancî» на курдском, ежемесячный обзор прессы по курдским вопросам под названием «Bulletin de liaison et d’information» (Бюллетень контактов и информации) и «Études Kurdes», исследовательский журнал на французском языке.
Большая часть деятельности Института сосредоточена на диалекте курманджи. В институте есть библиотека, в которой хранятся тысячи исторических документов, брошюр и периодических изданий о курдах. Два представителя Министерства внутренних дел Франции и Министерства культуры обеспечивают связь между институтом и правительством Франции.